# Alpha Dog Games
ZeniMax Halifax Ltd. (торгова назва: Alpha Dog Games) – розробник відеоігор для мобільних пристроїв, розташований у Новій Шотландії, Канада, який розробляє мобільні ігри для платформ iOS та Android. Компанія була придбана ZeniMax Media у жовтні 2019 року.
ZeniMax Media була придбана Microsoft у березні 2021 року і стала частиною Xbox Game Studios. Відтак, з 2021 року Alpha Dog Games належить Microsoft і є опосередкованим розширенням бренду Xbox у сфері мобільних ігор .

## Розроблені ігри
| Рік      | Назва                | Платформа(и) |
| -------- | -------------------- | ------------ |
| 2012 рік | Wraithborne          | iOS, Android |
| 2019 рік | MonstroCity: Rampage | iOS, Android |
| 2019 рік | Ninja Golf           | iOS, Android |
| 2023 рік | Mighty DOOM          | iOS, Android |